# Stokesov pomak
Stokesov pomak se pojavljuje kod emisijskih i apsorpcijskih spektara, gdje je emitirana energija manja od pobudne i emisija se obavlja na većoj valnoj duljini nego fotopobuda, to jest na nižoj frekvenciji. Objasnio ga je G. G. Stokes.

## Objašnjenje
Za dvoatomne i poliatomne plinove, energije elektronskih stanja ovisne su o udaljenosti među atomima molekula. Za dvoatomnu molekulu koordinata R je razmak između dvaju atoma. Svakom elektronskom stanju pripada niz vibracijskih razina. Optički prijelazi događaju se s nekog od vlastitih (individualnih) vibracijskih razina nižeg elektronskog stanja. Ti su prijelazi suglasni s Franck-Condonovim principom. U najviše slučajeva emitirana energija manja je od pobudne i emisija se obavlja na većoj valnoj duljini nego fotopobuda, to jest na nižoj frekvenciji. To je poznato kao Stokesovo pravilo. Teorijsko tumačenje Stokesovog pravila svodi se na činjenicu da se svaki foton energije h∙ν (gdje je: h - Planckova konstanta, a ν - frekvencija) pri luminescenciji dobiva na račun apsorbiranog fotona energije h∙ν0, uz ν0 > ν. Pri svakom takvom procesu dio energije A apsorbiranog fotona ulaže se u različite procese među molekulama, pa prema zakonu održanja energije slijedi:
{\displaystyle h\cdot \nu =h\cdot \nu _{0}-A}
Veličina A je pozitivna i uvjetuje Stokesov pomak. 
Jod je tipična dvoatomna luminescentna molekula koja, kada se pobudi zelenim svjetlom, daje vidljivu emisiju na nešto većim valnim duljinama. Benzen i anilin su tipične poliatomske molekule koje luminesciraju kao pare. 
U nekim slučajevima, na primjer na visokim temperaturama, kada su više vibracijske razine osnovnog elektronskog stanja naseljene zbog toplinske (termalne) pobude, primjećuje se također antiStokesova emisija, to jest emitirana svjetlost je više frekvencije od pobude. 
Kako se sva apsorbirana energija ne izlučuje u obliku luminescentne energije, može se naći odnos emitirane i apsorbirane energije luminescentnog materijala. Taj se odnos naziva stupnjem djelovanja luminescencije, a bitno ovisi o tvari koja emitira i uvjetima pokusa. Prvi ga je odredio S. I. Vavilov.